# هان یئو رئوم
هان یئو رئوم (انگلیسی: Han Yeo-reum؛ زادهٔ ۲۵ اکتبر ۱۹۸۳) بازیگر سینما اهل کره جنوبی است. او بیشتر برای بازی در فیلم‌های دختر سامری و کمان به کارگردانی کیم کی-دوک شناخته می‌شود.